# Іллінська церква (Тишів)
Іллінська церква (Тишів) — церква в селі Тишів, Закарпатської області, пам'ятка архітектури національного значення.

## Історія
Церква побудована на пагорбі поблизу струмка. Вона датована 1898 роком. В джерелах зустрачається інша назва церкви — Церква Вознесіння Господнього. За гіпотезою дослідників церкву збудували ті ж майстри, що й у Задільському, Яловому та інших селах верхньої течії Латориці. Вважається, що зразком для будівництва церкви була церква Святого Миколая в Сваляві.
Ікона Благовіщення датована  1740 роком (АΨМ), служебник куплений в 1670 році.
В радянські часи церква охоронялась як пам'ятка архітектури Української РСР (№ 1119). В 2018 році церква визнана об’єктом культурної спадщини національного значення, який внесено до Державного реєстру нерухомих пам’яток України (№ 070027).

## Архітектура
Церква тризрубна, побудована із ялинових брусів товщиною 16-18 см. Зруби лежать на кам’яних плитах. Всі три зруби мають різні розміри, зокрема зруб нави — найширший, зруб бабинця — вужчий і прямокутний, а вівтарний зруб має шестигранну форму. На кутах зруби з’єднані "ластівчиним хвостом". В церкви суцільний двосхилий бляшаний дах з опасанням, яке опирається на вінці зрубу, стеля має коробове склепіння. Над бабинцем побудована прямокутна  башта, яку увінчує сферичний купол з банею. Гребінь даху над вівтарем завершено глухим ліхтарем з банею, є також два ліхтарі по кутах даху вівтарної частини церкви. В наві церкви великі вікна з арочним верхом, а на фасаді бабинця та на вівтарі — круглі. До церкви прибудовано ганок.
Між бабинцем і навою розташована висока арка, прикрашена волютами. В наві також розташовано хори. Іконостас древній, проте ікони перемальовані.

## Дзвіниця
Біля церкви розташована квадратна в плані дерев'яна двоярусна дзвіниця, яка входить до складу пам'ятки. Дзвіниця покрита шатровим дахом з банею і хрестом, під яким над другим її ярусом розташовані голосники у форму прямокутних вікон, обмежених стовпцями. Двінниця має два заломи, простір між якими вкрито гонтом. Дзвіниця має три дзвони, найбільший з яких датований 1924 роком та виготовлений фірмою “Ріхард Герольд” в Хомутові (Чехія).

## Див також
- Миколаївська церква (Присліп);
- Миколаївська церква (Гусний);
- Церква Введення Пресвятої Богородиці (Розтока);
- Покровська церква (Синевирська Поляна);
- Церква Різдва Пресвятої Богородиці (Пилипець).